# Edward Everett Horton
Edward Everett Horton Jr. (n. 18 martie 1886, New York City, New York, SUA – d. 29 septembrie 1970, Encino, California, SUA) a fost un actor de rol american. A avut o lungă carieră în film, teatru, radio, televiziune și  ca actor de voce pentru desene animate. 

## Tinerețe
Horton s-a născut în Brooklyn, New York (atunci un oraș independent), ca fiul lui Edward Everett Horton, un compozitor pentru New York Times și al soției sale, Isabella S. (născută Diack) Horton. Tatăl său avea strămoși englezi și germani, în timp ce mama sa s-a născut în Matanzas, Cuba, ca fiica lui George și a lui Mary (Orr) Diack, originari din Scoția. A urmat liceul de băieți din Brooklyn și Colegiul din Baltimore City, unde a fost ulterior adăugat în Sala Faimei.
Și-a început cariera la Colegiul Oberlin din Ohio. Cu toate acestea, el a fost rugat să plece după ce s-a urcat pe vârful unei clădiri și, după ce mulțimea s-a adunat, a aruncat un manechin, făcându-i să creadă că a sărit în gol. Apoi a urmat Universitatea Politehnică din Brooklyn, apoi Universitatea Columbia, unde a fost membru al frăției Phi Kappa Psi.

## Cariera în teatru și în film

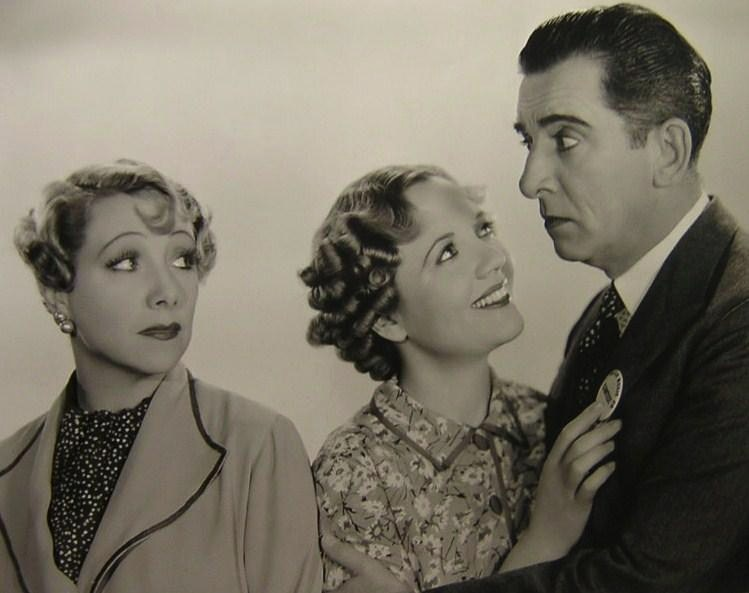
Marjorie Gateson, Lois Wilson și Edward Everett Horton în Your Uncle Dudley (1935)

Horton și-a început cariera în teatru în 1906, cântând, dansând și jucând mici piese în producții de vodevil și pe Broadway. În 1919, s-a mutat în Los Angeles, California, unde a început să joace ca actor în filme de la Hollywood. Primul său rol principal a fost în comedia Too Much Business (1922), dar a interpretat rolul principal al unui compozitor clasic idealist în drama Beggar on Horseback (1925). La sfârșitul anilor 1920, el a jucat în comedii mute de scurtmetraj cu doua role pentru Educational Pictures și a făcut trecerea la filme cu sunet cu Educational în 1929. Ca interpret de teatru, a găsit ușor de lucru ca actor de film și a apărut într-o serie de filme sonore timpurii produse pentru Warner Bros., printre care The Terror (1928) și Sonny Boy (1929). 
Horton a folosit inițial numele său, Edward Horton. Tatăl său l-a convins să-și adopte numele întreg pe plan profesional, argumentând că alți actori ar putea fi numiți Edward Horton, dar numai unul poate avea numele Edward Everett Horton.

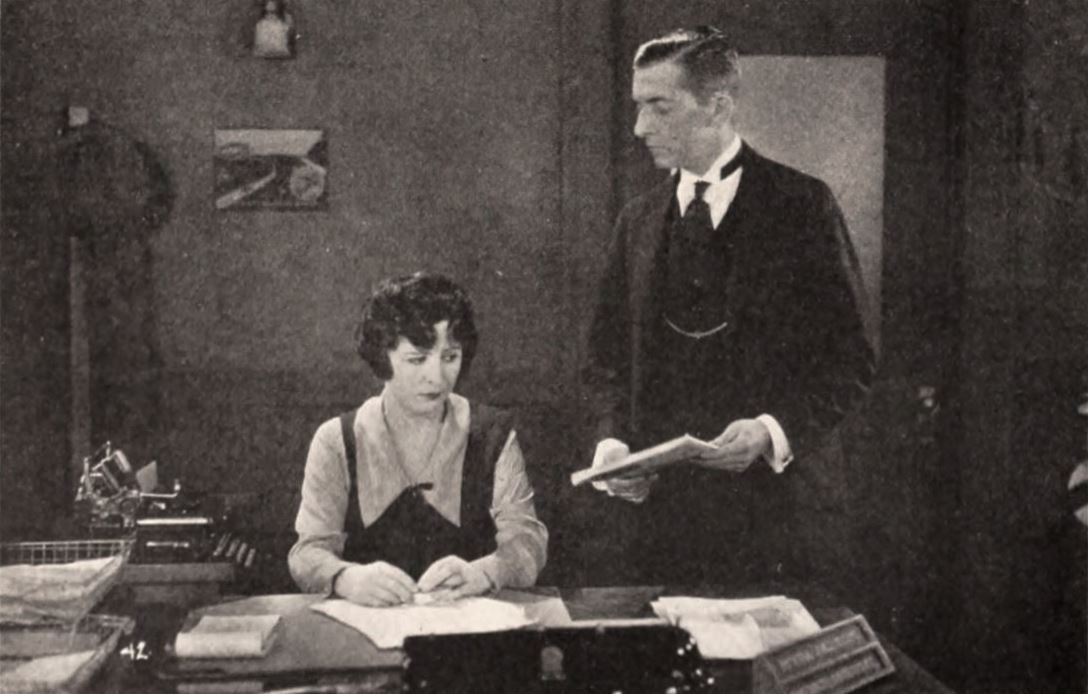
în Too Much Business (1922)

Horton a jucat în numeroase filme artistice de comedie în anii 1930, interpretând, de obicei, rolul un tip care se ocupa de diverse probleme interne sau profesionale într-un anumit moment și care apoi ajunge, în cele din urmă, la un final fericit. El este cel mai cunoscut, cu toate acestea, pentru munca sa ca actor de rol secundar. Astfel de roluri sunt  The Front Page (1931), Trouble in Paradise (1932), Alice în Țara Minunilor (1933), The Gay Divorcee (1934, primul din mai multe filme cu Fred Astaire și Ginger Rogers în care a apărut Horton), Top Hat (1935), Danger – Love at Work (1937), Lost Horizon (1937), Holiday (1938), Here Comes Mr. Jordan (1941), Arsenic și dantelă veche (1944), Pocketful of Miracles (1961), O lume nebună, nebună, nebună... (1963) și Sex and the Single Girl (1964). Ultimul său rol a fost în filmul de comedie Cold Turkey (1971), în care personajul său nu a vorbit doar a comunicat numai prin expresii faciale. 
Horton a continuat să apară în producțiile de scenă, mai ales vara. Interpretarea sa în piesa de comedie Springtime for Henry, scrisă de scriitorul englez Benn Levy, a fost de lungă durată în teatrele de vară.

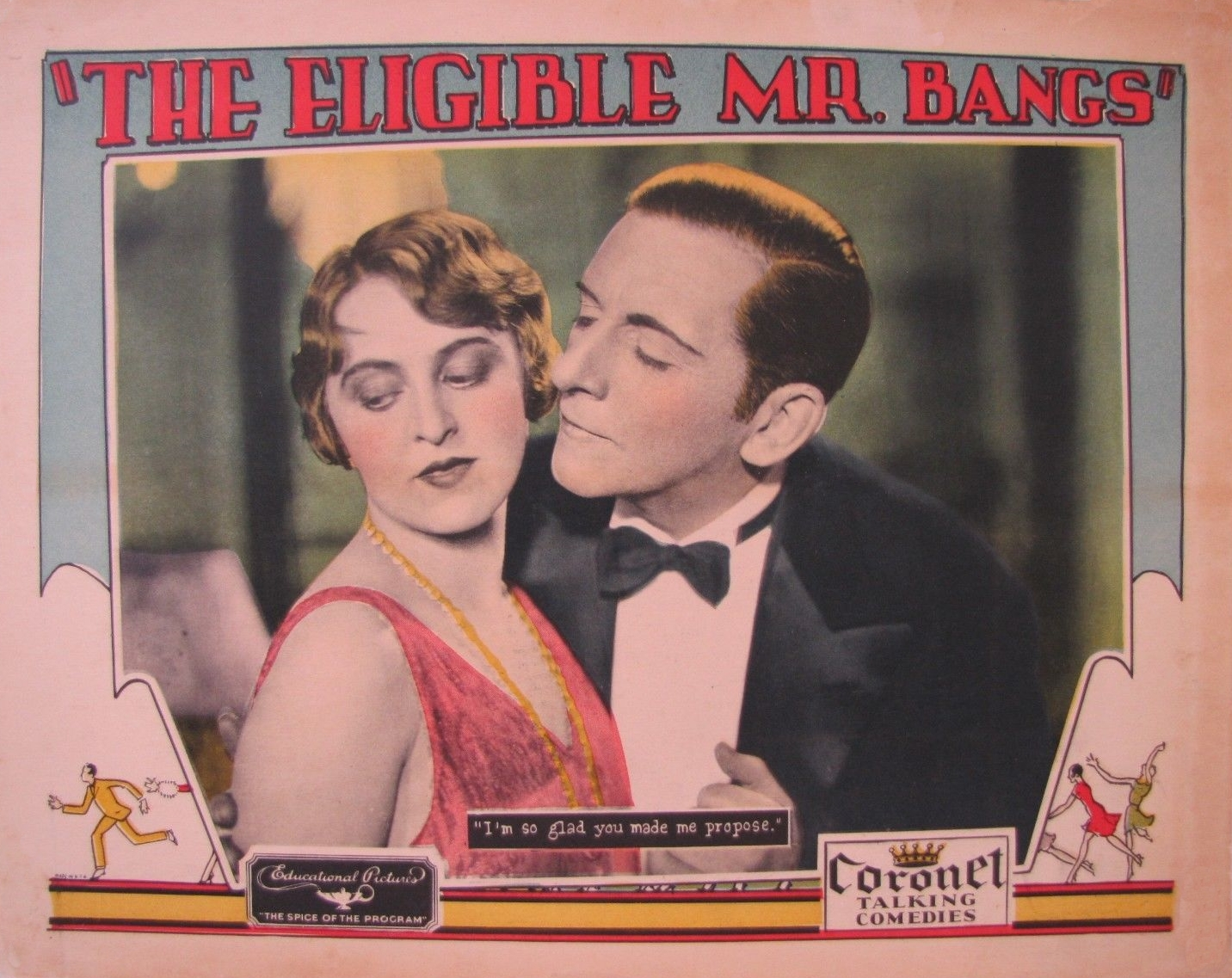
în The Eligible Mr. Bangs (1929)

## Radio și televiziune
Din 1945-1947, Horton a găzduit Kraft Music Hall. O apariție timpurie la televiziune a fost în piesa Sham, prezentată la The Chevrolet Tele-Theatre la 13 decembrie 1948. În anii 1950, Horton a lucrat în televiziune. Una dintre cele mai bine amintite apariții ale sale se găsește într-un episod al seriei I Love Lucy de pe CBS, în care a fost distribuit în 1952. În 1960, el a jucat în sitcom-ul ABC The Real McCoys ca J. Luther Medwick, bunicul iubitului personajului principal al serialului, Hassie McCoy (Lydia Reed). În povestea serialului, Medwick se confruntă cu bunicul Amos McCoy (interpretat de Walter Brennan). 
El rămâne, cu toate acestea, cel mai bine cunoscut pentru generația Baby Boomer ca venerabilul narator al Fractured Fairy Tales în The Rocky and Bullwinkle Show  (1959-1961), un serial animat de televiziune american, care inițial a fost difuzat de la 19 noiembrie 1959 la 27 iunie 1964, pe rețelele de televiziune ABC și NBC. 
În 1962, a interpretat personajul Unchiul Ned în trei episoade din serialul de televiziune CBS Dennis the Menace - Dennis, pericol public. În 1965, el a jucat rolul medicului Roaring Chicken în sitcomul ABC F Troop. El a reluat acest rol, ca Chief Screaming Chicken, în seria  Batman  de pe ABC ca un pion al lui Egghead (Vincent Price) în încercarea răufăcătorului de a prelua controlul asupra orașului Gotham.

## Moarte și moștenire
Horton a murit de cancer la vârsta de 84 de ani în Encino, California. Rămășițele sale au fost îngropate în secțiunea Glendale's Whispering Pines din Cimitirul Forest Lawn Memorial Park. Datorită prejudecăților din epocă, Horton nu a discutat niciodată în mod public despre viața sa personală, dar partenerul său pe termen lung a fost actorul Gavin Gordon. 
În 1925, Horton a cumpărat mai multe hectare în districtul Encino și a trăit pe proprietatea de la 5521 Amestoy Avenue până la moartea sa. El a denumit proprietatea, care conținea casa lui Horton și casele fratelui său, a sorei sale și ale rudelor acestora, Belleigh Acres. În anii 1950, statul California l-a forțat pe Horton să vândă o parte din proprietatea sa privată pentru construcția autostrăzii Ventura. Construcția autostrăzii a lăsat separată o mică zonă a bulevardului Amestoy la sud de Bulevardul Burbank și, la scurt timp după moartea sa, orașul Los Angeles a redenumit acea parte Edward Everett Horton Lane - banda Edward Everett Horton.
Banda Edward Everett Horton se termină la bulevardul Burbank și începe în umbra autostrăzii Ventura. Pe cealaltă parte a bulevardului se află o stație de autobuz numită și ea tot Edward Everett Horton, între stațiile de autobuz Aldea și Balboa. Limita parcului Anthony C. Beilenson se află chiar vizavi de colțul Burbank Boulevard și al benzii E.E. Horton. Capătul opus al benzii duce la un pod de picior care are vedere spre autostrada Ventura și se termină pe latura Amestoy Avenue.
Radio-DJ-ul britanic și actorul de comedie Kenny Everett a adoptat numele lui Everett în onoarea lui Horton, care a fost un erou al copilului său. (Numele real al lui Kenny era Maurice Cole)
Pentru contribuția sa în industria cinematografică, Horton are o stea pe Hollywood Walk of Fame, la adresa 6427 Hollywood Boulevard.

## Filmografie
Toate filmele sale sunt prezentate mai jos; doar câteva scurtmetraje lipsesc.
| An   | Titlu                                 | Rol                                            | Note                                 |
| ---- | ------------------------------------- | ---------------------------------------------- | ------------------------------------ |
| 1922 | Too Much Business                     | John Henry Jackson                             |                                      |
| 1922 | The Ladder Jinx                       | Arthur Barnes                                  |                                      |
| 1922 | A Front Page Story                    | Rodney Marvin                                  |                                      |
| 1923 | Ruggles of Red Gap                    | Ruggles                                        | Menționat ca Edward Horton           |
| 1923 | The Vow of Vengeance                  |                                                |                                      |
| 1923 | To the Ladies                         | Leonard Beebe                                  |                                      |
| 1924 | Flapper Wives                         | Vincent Platt                                  |                                      |
| 1924 | Try and Get It                        | Glenn Collins                                  |                                      |
| 1924 | The Man Who Fights Alone              | Bob Alten                                      |                                      |
| 1924 | Helen's Babies                        | Uncle Harry                                    |                                      |
| 1925 | Beggar on Horseback                   | Neil McRae                                     |                                      |
| 1925 | Marry Me                              | John Smith #2                                  |                                      |
| 1925 | The Business of Love                  | Edward Burgess                                 |                                      |
| 1926 | La Bohème                             | Colline                                        |                                      |
| 1926 | Poker Faces                           | Jimmy Whitmore                                 |                                      |
| 1926 | The Whole Town's Talking              | Chester Binney                                 |                                      |
| 1927 | Taxi! Taxi!                           | Peter Whitby                                   |                                      |
| 1928 | The Terror                            | Ferdinand Fane                                 |                                      |
| 1929 | Ask Dad                               | Dad                                            | Scurtmetraj                          |
| 1929 | Sonny Boy                             | Crandall Thorpe                                |                                      |
| 1929 | The Hottentot                         | Sam Harrington                                 |                                      |
| 1929 | The Sap                               | The Sap                                        |                                      |
| 1929 | The Aviator                           | Robert Steele                                  |                                      |
| 1930 | Take the Heir                         | Smithers                                       |                                      |
| 1930 | Wide Open                             | Simon Haldane                                  |                                      |
| 1930 | Holiday                               | Nick Potter                                    |                                      |
| 1930 | Once a Gentleman                      | Oliver                                         |                                      |
| 1930 | Reaching for the Moon                 | Roger - the Valet                              |                                      |
| 1931 | Kiss Me Again                         | René                                           | Alt titlu: Toast of the Legion       |
| 1931 | Lonely Wives                          | Richard Smith / Felix, the Great Zero          |                                      |
| 1931 | The Front Page                        | Roy V. Bensinger                               |                                      |
| 1931 | Six Cylinder Love                     | Monty Winston                                  |                                      |
| 1931 | Smart Woman                           | Billy Ross                                     |                                      |
| 1931 | The Age for Love                      | Horace Keats                                   |                                      |
| 1932 | But the Flesh Is Weak                 | Sir George Kelvin                              |                                      |
| 1932 | Roar of the Dragon                    | Busby                                          |                                      |
| 1932 | Trouble in Paradise                   | François Filiba                                |                                      |
| 1933 | Soldiers of the King                  | Sebastian Marvello                             |                                      |
| 1933 | A Bedtime Story                       | Victor Dubois                                  |                                      |
| 1933 | It's a Boy                            | Dudley Leake                                   |                                      |
| 1933 | The Way to Love                       | Prof. Gaston Bibi                              |                                      |
| 1933 | Design for Living                     | Max Plunkett                                   |                                      |
| 1933 | Alice in Wonderland                   | The Mad Hatter                                 |                                      |
| 1934 | Easy to Love                          | Eric                                           |                                      |
| 1934 | The Poor Rich                         | Albert Stuyvesant Spottiswood                  |                                      |
| 1934 | Success at Any Price                  | Fisher                                         |                                      |
| 1934 | Uncertain Lady                        | Elliot Crane                                   |                                      |
| 1934 | Sing and Like It                      | Adam Frink - Producător                        |                                      |
| 1934 | Smarty                                | Vernon                                         |                                      |
| 1934 | Kiss and Make-Up                      | Marcel Caron                                   |                                      |
| 1934 | Ladies Should Listen                  | Paul Vernet                                    |                                      |
| 1934 | The Merry Widow                       | Ambassador Popoff                              |                                      |
| 1934 | The Gay Divorcee                      | Egbert Fitzgerald                              |                                      |
| 1935 | Biography of a Bachelor Girl          | Leander 'Bunny' Nolan                          |                                      |
| 1935 | The Night Is Young                    | Baron Szereny                                  |                                      |
| 1935 | All the King's Horses                 | Count Josef von Schlapstaat                    |                                      |
| 1935 | The Devil Is a Woman                  | Gov. Don Paquito 'Paquitito'                   |                                      |
| 1935 | $10 Raise                             | Hubert T. Wilkins                              |                                      |
| 1935 | In Caliente                           | Harold Brandon                                 |                                      |
| 1935 | Going Highbrow                        | Augie Winterspoon                              |                                      |
| 1935 | Top Hat                               | Horace Hardwick                                |                                      |
| 1935 | The Private Secretary                 | Reverend Robert Spalding                       |                                      |
| 1935 | Little Big Shot                       | Mortimer                                       |                                      |
| 1935 | His Night Out                         | Homer B. Bitts                                 |                                      |
| 1935 | Your Uncle Dudley                     | Dudley Dixon                                   |                                      |
| 1936 | Her Master's Voice                    | Ned Farrar                                     |                                      |
| 1936 | The Singing Kid                       | Davenport Rogers                               |                                      |
| 1936 | Nobody's Fool                         | Will Wright                                    |                                      |
| 1936 | Hearts Divided                        | John                                           |                                      |
| 1936 | The Man in the Mirror                 | Jeremy Dilke                                   |                                      |
| 1936 | Let's Make a Million                  | Harrison Gentry                                |                                      |
| 1937 | Lost Horizon                          | Alexander P. Lovett                            |                                      |
| 1937 | The King and the Chorus Girl          | Count Humbert Evel Bruger                      |                                      |
| 1937 | Oh, Doctor                            | Edward J. Billop                               |                                      |
| 1937 | Shall We Dance                        | Jeffrey Baird                                  |                                      |
| 1937 | Wild Money                            | P.E. Dodd                                      |                                      |
| 1937 | Danger – Love at Work                 | Howard Rogers                                  |                                      |
| 1937 | Angel                                 | Graham                                         |                                      |
| 1937 | The Perfect Specimen                  | Mr. Grattan                                    |                                      |
| 1937 | The Great Garrick                     | Tubby                                          |                                      |
| 1937 | Hitting a New High                    | Lucius B. Blynn                                |                                      |
| 1938 | Bluebeard's Eighth Wife               | The Marquis De Loiselle                        |                                      |
| 1938 | College Swing                         | Hubert Dash                                    |                                      |
| 1938 | Holiday                               | Professor Nick Potter                          |                                      |
| 1938 | Little Tough Guys in Society          | Oliver                                         |                                      |
| 1939 | Paris Honeymoon                       | Ernest Figg                                    |                                      |
| 1939 | The Gang's All Here                   | Treadwell                                      |                                      |
| 1939 | That's Right—You're Wrong             | Tom Village                                    |                                      |
| 1941 | You're the One                        | Death Valley Joe Frink                         |                                      |
| 1941 | Ziegfeld Girl                         | Noble Sage                                     |                                      |
| 1941 | Sunny                                 | Henry Bates                                    |                                      |
| 1941 | Bachelor Daddy                        | Joseph Smith                                   |                                      |
| 1941 | Here Comes Mr. Jordan                 | Messenger 7013                                 |                                      |
| 1941 | Week-End for Three                    | Stonebraker                                    |                                      |
| 1941 | The Body Disappears                   | Professor Shotesbury                           |                                      |
| 1942 | The Magnificent Dope                  | Horace Hunter                                  |                                      |
| 1942 | I Married an Angel                    | Peter                                          |                                      |
| 1942 | Springtime in the Rockies             | McTavish                                       |                                      |
| 1943 | Forever and a Day                     | Sir Anthony Trimble-Pomfret                    |                                      |
| 1943 | Thank Your Lucky Stars                | Farnsworth                                     |                                      |
| 1943 | The Gang's All Here                   | Peyton Potter                                  |                                      |
| 1944 | Her Primitive Man                     | Orrin                                          |                                      |
| 1944 | Summer Storm                          | Count 'Piggy' Volsky                           |                                      |
| 1944 | Arsenic and Old Lace                  | Mr. Witherspoon                                |                                      |
| 1944 | San Diego, I Love You                 | Philip McCooley                                |                                      |
| 1944 | Brazil                                | Everett St. John Everett                       |                                      |
| 1944 | The Town Went Wild                    | Everett Conway                                 |                                      |
| 1945 | Steppin' in Society                   | Judge Avery Webster                            |                                      |
| 1945 | Lady on a Train                       | Mr. Haskell                                    |                                      |
| 1946 | Cinderella Jones                      | Keating                                        |                                      |
| 1946 | Faithful in My Fashion                | Hiram Dilworthy                                |                                      |
| 1946 | Earl Carroll Sketchbook               | Dr. Milo Edwards                               |                                      |
| 1947 | The Ghost Goes Wild                   | Eric                                           |                                      |
| 1947 | Down to Earth                         | Messenger 7013                                 |                                      |
| 1947 | Her Husband's Affairs                 | J. B. Cruikshank                               |                                      |
| 1955 | Max Liebman Presents: The Merry Widow | Baron Zelta                                    | Film TV                              |
| 1956 | Saturday Spectacular: Manhattan Tower | Noah                                           | Film TV                              |
| 1957 | The Story of Mankind                  | Sir Walter Raleigh                             |                                      |
| 1961 | Pocketful of Miracles                 | Hudgins                                        |                                      |
| 1963 | One Got Fat                           | Narator                                        | Scurtmetraj                          |
| 1963 | It's a Mad, Mad, Mad, Mad World       | Mr. Dinckler                                   |                                      |
| 1964 | Sex and the Single Girl               | The Chief                                      |                                      |
| 1967 | The Perils of Pauline                 | Caspar Coleman                                 |                                      |
| 1969 | 2000 Years Later                      | Evermore                                       |                                      |
| 1971 | Cold Turkey                           | Hiram C. Grayson (rol nevorbit - fără cuvinte) | (ultimul rol de film); lansat postum |

## Televiziune - selecție
| An        | Titlu                                              | Rol                     | Episoade                          |
| --------- | -------------------------------------------------- | ----------------------- | --------------------------------- |
| 1949      | The Ford Theatre Hour                              | Sheridan Whiteside      | 1 episod                          |
| 1952      | I Love Lucy                                        | Mr. Ritter              | 1 episod                          |
| 1956      | General Electric Theater                           | Mr. Parkinson           | 1 episod                          |
| 1957      | Playhouse 90                                       | Mr. Carver              | 1 episod                          |
| 1959–1964 | The Adventures of Rocky and Bullwinkle and Friends | Many Roles              | Toate episoadele                  |
| 1960      | The Real McCoys                                    | Mr. Medwick             | 1 episod                          |
| 1962      | Mr. Smith Goes to Washington                       | Senator Crabtree        | 1 episod                          |
| 1962–1963 | Dennis the Menace                                  | Ned Matthews            | 3 episoade                        |
| 1963      | Our Man Higgins                                    | Rawley                  | "Who's on First?" cu Don Drysdale |
| 1965      | Burke's Law                                        | Wilbur Starlington      | 1 episod                          |
| 1965–1966 | F Troop                                            | Roaring Chicken         | 6 episoade                        |
| 1966      | Batman                                             | Chief Screaming Chicken | episoadele 47 și 48               |
| 1969      | It Takes a Thief                                   | Lord Pelham-Gifford     | 1 episod                          |
| 1969      | 2000 Years Later                                   | Evermore                |                                   |
| 1970      | Nanny and the Professor                            | Professor Clarendon     | 1 episod                          |
| 1971      | The Governor & J.J.                                | Doc Simon               | 2 episoade                        |

## Apariții radio
| An   | Program                | Episod/sursă          |
| ---- | ---------------------- | --------------------- |
| 1952 | Musical Comedy Theater | On an Island with You |